# Озерников Володимир Борисович
Володимир Борисович Озе́рников (4 листопада 1919, Іркутськ — 25 червня 2002, Севастополь) — український і російський художник; член Спілки радянських художників України з 1957 року.

## Біографія
Народився 4 листопада 1919 року в місті Іркутську (нині Російська Федерація). 1941 року закінчив Іркутське художє училище, де навчався у Олександра Вологдіна, Олексія Жибінова. Брав участь у німецько-радянській війні.
Працював сценографом у театрах: у 1947 році — в Хабаровську; у 1948—1950 роках — Владивостоці; у 1951 році — в Одесі; у 1953 році — у Фрунзе; у 1954—1955 роках — в Душанбе; у 1955—1961 роках — у Севастополі (зокрема з 1957 року — в Російському драматичному театрі імені Анатолія Луначарського). Оформлював гастрольні вистави: у 1955 році — в Рязані; у 1960 році — в Сімферополі; у 1961 році — Києві.
Мешкав у Севастополі в будинку на вулиці Суворова, № 5, квартира № 39. Помер у Севастополі 25 червня 2002 року.

## Творчість
Працював у галузях театрально-декораційного, монументального мистецтва, живопису (створював пейзажі) та графіки. Серед робіт:
ескізи декорацій до вистав
- «Калиновий гай» Олександра Корнійчука (1950, Владивостоцький драматичний театр імені Максима Горького);
- «Любов Ярова» Костянтина Треньова (1954, Душанбинський російський драматичний театр імені Володимира Маяковського);
- «Льотчики» Віктора Розова (1955, Севастопольський драматичний театр Чорноморського флоту);
- «Оптимістична трагедія» Всеволода Вишневського (1957, Севастопольський російський драматичний театр імені Анатолія Луначарського);
- «Іркутська історія» Олексія Арбузова (1960, Севастопольський російський драматичний театр імені Анатолія Луначарського);
- «Севастопольський вальс» Костянтина Лістова (1961, Одеський театр музичної комедії імені Михайла Водяного).

живопис
- «Осінь» (1966);
- «Проспект Нахімова. Ранок» (1969);
- «Серед полів. Седнів» (1977);
- «Березень» (1979);
- «Квітневе сонце» (1980);
- «Село» (1980);
- «Туман над ставком» (1980).

Брав участь в оформленні розписами й малюнками громадських місць Севастополя (Палац піонерів, готель «Україна», морський вокзал, акваріум).
Учасник обласних мистецьких виставок з 1955 року, всесоюзних — з 1958 року, республіканських — з 1960 року. Персональні виставки відбулися у Сімферополі у 1969 році та Севастополі у 1969, 1981 роках.